# Martin Skoglund

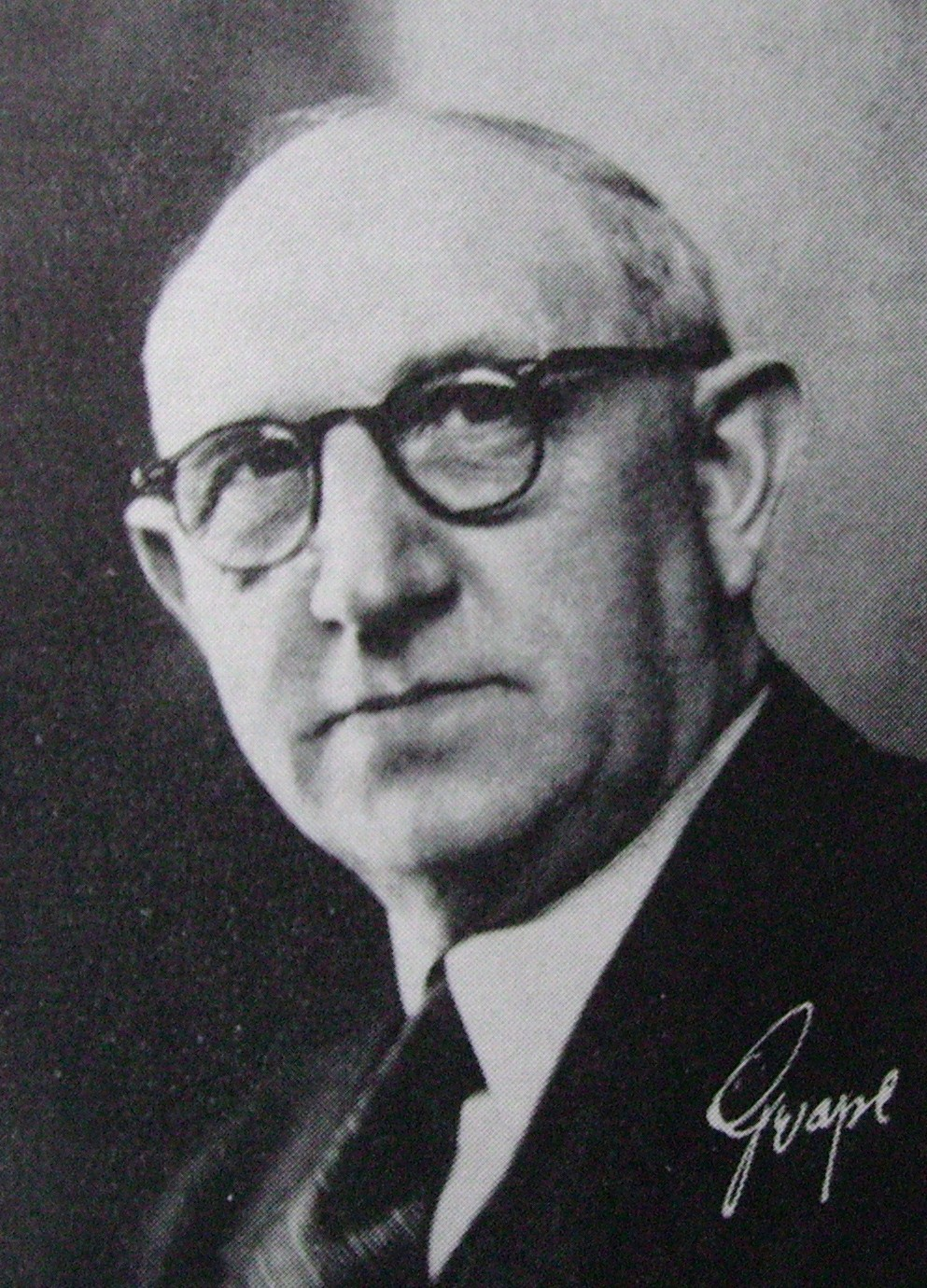
Martin Skoglund

John Martin Skoglund, "Doverstorparen", (2 de septiembre de 1892 en Risinge, Östergötland- 6 de diciembre de 1976 en Norrköping) fue un político sueco y miembro del Partido Moderado.
Skoglund era el hijo de Karl Jonas Skoglund y de su esposa Stina Lisa Olofsdotter. Entre 1911 y 1912 estudió en una Universidad Popular (folkhögskola) y en una Escuela Agrícola (lantmannaskola) y a una edad temprana estuvo viviendo y trabajando en una granja en Doverstorp. En 1917 se casó con Elsa Andersson, hija de granjeros, con la que tuvo 2 hijos.
En 1919 Skoglund fue elegido concejal de la municipalidad de Risinge y poco después se convirtió en uno de los hombres fuertes del consejo. Entre 1923 y 1928 sea el presidente de la Comisión de Derechos de los Pobres (fattigvårdssstyrelsen). En 1928 fue candidato para la segunda elección de cámara y fue elegido gracias a la elección victoriosa del militante del Partido Moderado, Arvid Lindmans hacia finales de ese año.
En el Riksdag se perfiló a sí mismo como un experto sociopolítico de derecha y fue contratado como responsable para decisiones sociopolíticas. Entre otros asuntos que le interesaba era la agricultura, la defensa y los impuestos.
Se retiró de la política en 1960 desde el Riksdag.